# فرودگاه بین‌المللی موشویشوی آی
فرودگاه بین‌المللی موشویشوی آی (به انگلیسی: Moshoeshoe I International Airport) یک فرودگاه همگانی با کد یاتا MSU است که یک باند فرود آسفالت دارد و طول باند آن ۳۲۰۰ متر است. این فرودگاه در شهر ماسرو کشور لسوتو قرار دارد و در ارتفاع ۱۶۳۰ متری از سطح دریا واقع شده‌است.

## شرکت‌های هواپیمایی و مقصدهای پروازی
| شرکت‌های هواپیمایی                 | مقصدهای پروازی |
| --------------------------------- | -------------- |
| ایرلینک                           | اولیور تامبو   |
| Maluti Sky اجرا توسط MGC Aviation | اولیور تامبو   |